# هنري سايمور (سياسي)
هنري سايمور (بالإنجليزية: Henry Seymour)‏ هو سياسي نيوزلندي، ولد في 6 ديسمبر 1796، وتوفي في 31 مارس 1883.